# 에이사 허친슨
윌리엄 에이사 허친슨 2세(영어: William Asa Hutchinson II, 1950년 12월 3일 ~ )는 미국 공화당 소속의 정치인이다. 아칸소 하원의원을 지냈으며 현 제46대 아칸소 주지사이다.

## 역대 선거 결과
| 선거명      | 직책명                      | 대수  | 정당   | 득표율  | 득표수    | 결과 | 당락                   |
| ----------- | --------------------------- | ----- | ------ | ------- | --------- | ---- | ---------------------- |
| 1986년 선거 | 상원의원 (아칸소 제3부)     | 100대 | 공화당 | 37.72%  | 262,313표 | 2위  | 낙선                   |
| 1996년 선거 | 하원의원 (아칸소 제3선거구) | 105대 | 공화당 | 55.70%  | 137,093표 | 1위  | 아칸소주 하원의원 당선 |
| 1998년 선거 | 하원의원 (아칸소 제3선거구) | 106대 | 공화당 | 80.74%  | 154,780표 | 1위  | 아칸소주 하원의원 당선 |
| 2000년 선거 | 하원의원 (아칸소 제3선거구) | 107대 | 공화당 | 100.00% | 1표       | 1위  | 아칸소주 하원의원 당선 |
| 2006년 선거 | 아칸소 주지사               | 45대  | 공화당 | 40.67%  | 315,040표 | 2위  | 낙선                   |
| 2014년 선거 | 아칸소 주지사               | 46대  | 공화당 | 55.44%  | 470,429표 | 1위  | 아칸소 주지사 당선     |
| 2018년 선거 | 아칸소 주지사               | 46대  | 공화당 | 65.33%  | 582,406표 | 1위  | 아칸소 주지사 당선     |